# P2RY14
P2RY14 (англ. Purinergic receptor P2Y14) – білок, який кодується однойменним геном, розташованим у людей на короткому плечі 3-ї хромосоми.  Довжина поліпептидного ланцюга білка становить 338 амінокислот, а молекулярна маса — 38 971.
| 10         |  | 20         |  | 30         |  | 40         |  | 50         |
| ---------- |  | ---------- |  | ---------- |  | ---------- |  | ---------- |
| MINSTSTQPP |  | DESCSQNLLI |  | TQQIIPVLYC |  | MVFIAGILLN |  | GVSGWIFFYV |
| PSSKSFIIYL |  | KNIVIADFVM |  | SLTFPFKILG |  | DSGLGPWQLN |  | VFVCRVSAVL |
| FYVNMYVSIV |  | FFGLISFDRY |  | YKIVKPLWTS |  | FIQSVSYSKL |  | LSVIVWMLML |
| LLAVPNIILT |  | NQSVREVTQI |  | KCIELKSELG |  | RKWHKASNYI |  | FVAIFWIVFL |
| LLIVFYTAIT |  | KKIFKSHLKS |  | SRNSTSVKKK |  | SSRNIFSIVF |  | VFFVCFVPYH |
| IARIPYTKSQ |  | TEAHYSCQSK |  | EILRYMKEFT |  | LLLSAANVCL |  | DPIIYFFLCQ |
| PFREILCKKL |  | HIPLKAQNDL |  | DISRIKRGNT |  | TLESTDTL   |  |            |

A: Аланін

C: Цистеїн

D: Аспарагінова кислота

E: Глутамінова кислота

F: Фенілаланін

G: Гліцин

H: Гістидин

I: Ізолейцин

K: Лізин

L: Лейцин

M: Метіонін

N: Аспарагін

P: Пролін

Q: Глутамін

R: Аргінін

S: Серин

T: Треонін

V: Валін

W: Триптофан

Кодований геном білок за функціями належить до рецепторів, g-білокспряжених рецепторів, білків внутрішньоклітинного сигналінгу. 
Задіяний у такому біологічному процесі як поліморфізм. 
Локалізований у клітинній мембрані, мембрані.